# Karl Hermann von Ehrenstein

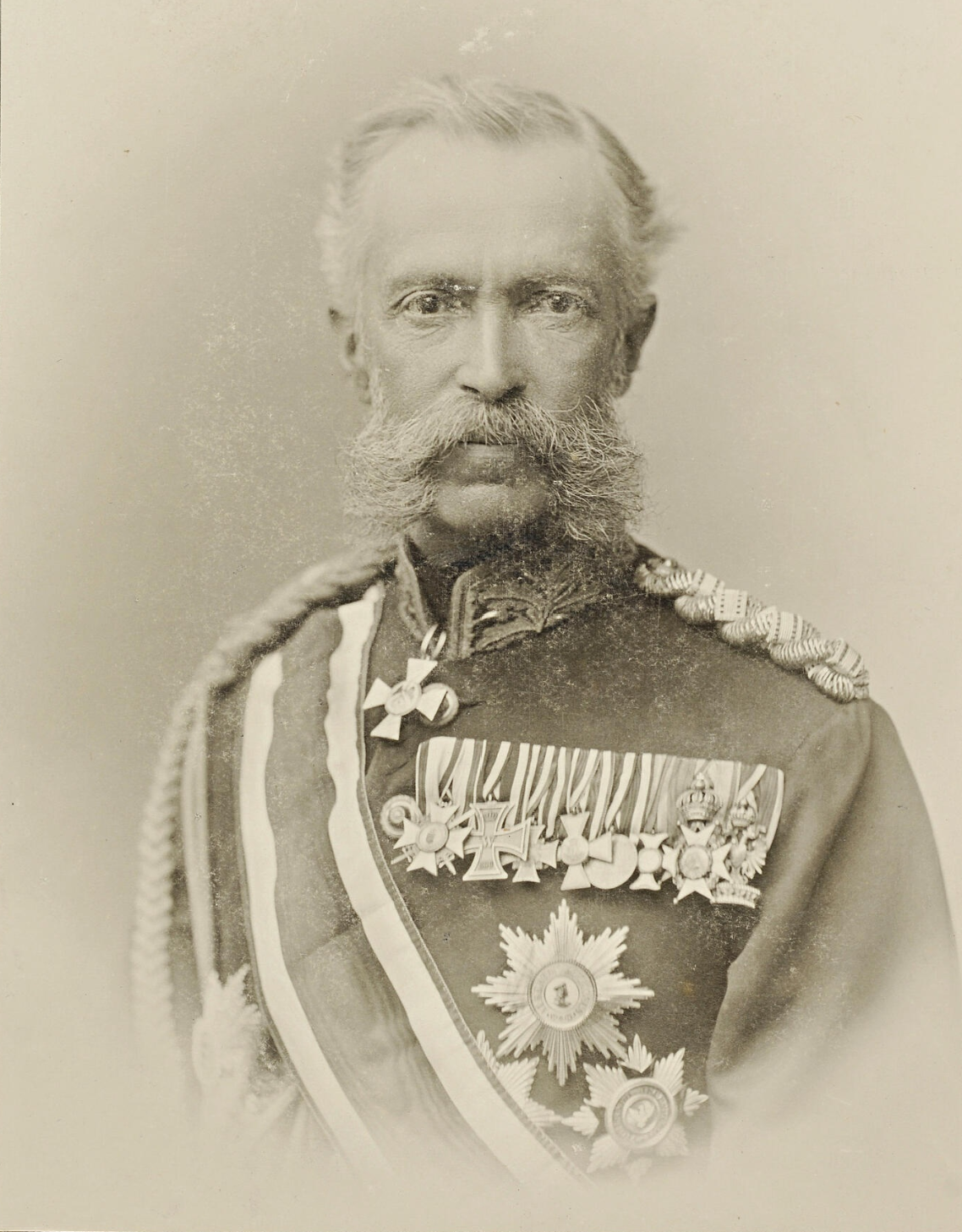
Karl von Ehrenstein

Karl Hermann von Ehrenstein (* 19. August 1837 in Dresden; † 31. Oktober 1899 in Sibyllenort) war ein sächsischer Generalleutnant und Oberstallmeister.

## Leben
Karl Hermann von Ehrenstein entstammte dem Adelsgeschlecht derer von Ehrenstein. Er war ein Sohn des sächsischen Finanzministers Karl Wolf von Ehrenstein und dessen Ehefrau Luise Sophie Freiin von Uckermann-Bendeleben (1811–1903). Aus der Ehe seines Vaters hatte er zwei Brüder, den Tonkünstler Johannes Wolf von Ehrenstein und den sächsischen Politiker Georg Otto von Ehrenstein. Karl war mit Auguste von Erdmannsdorff (1846–1931), Tochter des konservativen Politiker Heinrich Otto von Erdmannsdorf, verheiratet. Aus der Ehe entstanden drei Kinder. Der Sohn schlug ebenfalls eine militärische Karriere ein.
Karl Hermann von Ehrenstein wurde 1855 Fähnrich in der sächsischen Armee und avancierte noch im gleichen Jahr zum Leutnant beim 1. Reiter-Regiment unter dem Regimentskommandeur Konstantin von Nostitz. Er durchlief in den folgenden Jahren eine typische militärische Laufbahn und fungierte u. a. als Brigadeadjutant der 1. Reiter-Brigade unter Generalmajor Julius von Apel und stieg in dieser Eigenschaft am 5. September 1863 zum Oberleutnant auf. Nach weiteren Jahren in dieser Verwendung, wo er auch am Krieg gegen Preußen teilnahm und die Niederlage des Königreich Sachsen erlebte, stieg er am 2. Mai 1867 zum Rittmeister und Eskadronschef beim 2. Reiter-Regiment in Grimma. Er wurde nachfolgend persönlicher Adjutant des Prinzen Georg und nahm am Krieg gegen Frankreich teil, wobei er für seine Verdienste zahlreich ausgezeichnet wurde. Nach Kriegsende wurde er 1874 Eskadronschef beim Garde-Reiter-Regiment in Pirna und stieg noch am 22. Dezember des Jahres zum Major und etatsmäßigen Stabsoffizier beim Regiment auf. Er wurde 1876 zum Flügeladjutanten des sächsischen Königs Albert ernannt und stieg in dieser Eigenschaft am 1. April 1881 zum Oberstleutnant á la suite der königlichen Adjutantur auf. Nach dem Tod des Oberstallmeisters Senfft von Pilsach wurde er zum Vizeoberstallmeister im Hofstaat des sächsischen Königs ernannt wurde. Schon 1882 erfolgte die Ernennung zum Oberstallmeister. Unter Genehmigung seines Abschiedsgesuches wurde er am 11. Mai 1884 mit dem Charakter eines Oberst zur Disposition gestellt. Er stieg im Disposibilitätsverhältnis bis zum Generalleutnant auf.